# Eresidae
Eresidae C. L. Koch, 1851 è una famiglia di ragni appartenente all'infraordine Araneomorphae.

## Etimologia
Il nome deriva dal toponimo greco Ἒρεσος, Ereso, città dell'isola greca di Lesbo, luogo di descrizione del genere Eresus, ed il suffisso -idae, che designa l'appartenenza ad una famiglia.

## Caratteristiche
I ragni di questa famiglia hanno otto occhi, posseggono un'opistosoma peloso, dalla consistenza vellutata (in inglese vengono detti velvet spiders), e l'apparato genitale femminile è piatto, tipico del sottogruppo degli Entelegynae cui appartengono. Le femmine misurano dai 15 ai 20 millimetri, il maschio solo 10.

## Comportamento
Costruiscono ragnatele lanose a forma di tubo nel terreno provviste di apertura. Il maschio diviene adulto in autunno e primavera assumendo colori vivaci per attrarre la partner, mentre la femmina può vivere fino a 4 anni senza mai lasciare il nido.
Al momento della covata, imbozzola le uova e di giorno le affaccia all'esterno per riscaldarle e di sera le ritira all'interno. I ragnetti appena nati rimangono tutto l'inverno con la madre nel nido e possono cambiare pelle diverse volte. In primavera, a volte, la madre muore e i piccoli se ne cibano.

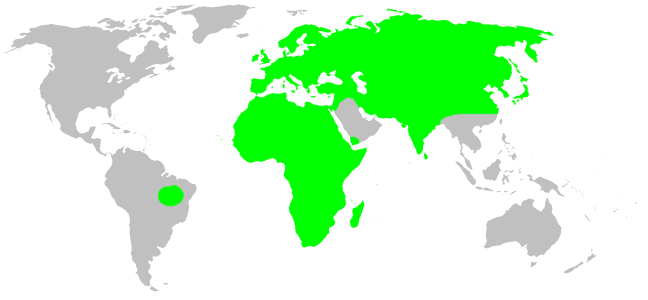
Eresidae - distribuzione

## Distribuzione
Sono ragni abbastanza rari e in molti paesi le specie sono considerate protette. Diffusi in Europa, Asia e Africa, solo una specie è stata rinvenuta in Brasile.

## Tassonomia
L'ordinamento in sottofamiglie si riferiva alla categorizzazione dell'entomologo Joel Hallan e prevedeva la suddivisione in Eresinae C. L. Koch, 1851 e Penestominae C. L. Koch, 1851. Tale suddivisione non ha al momento motivo di sussistere in quanto quest'ultima sottofamiglia, a seguito di un lavoro degli aracnologi Miller et al. del 2010, è stata elevata al rango di famiglia a sé con la denominazione Penestomidae ed avvicinata, per caratteri distintivi alla famiglia Zodariidae.

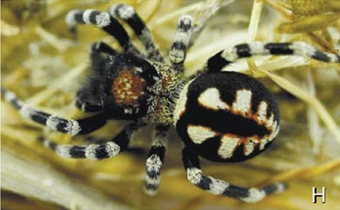
Loureedia annulipes, maschio

Attualmente, a novembre 2020, si compone di 9 generi e 100 specie:
- Adonea Simon, 1873 — area del Mediterraneo
- Dorceus C. L. Koch, 1846 — Algeria, Tunisia, Senegal, Israele, Egitto
- Dresserus Simon, 1876 — Africa meridionale (Namibia, Botswana), Africa orientale (Etiopia, Uganda, Zanzibar)
- Eresus Walckenaer, 1805 — Europa, Asia occidentale e Africa settentrionale.
- Gandanameno Lehtinen, 1967 — Sudafrica, Namibia, Malawi
- Loureedia Miller et al., 2012 — Algeria, Tunisia, Egitto, Israele
- Paradonea Lawrence, 1968 — Sudafrica, Botswana, Zimbabwe, Namibia
- Seothyra Purcell, 1903 — Sudafrica, Namibia, Botswana, Angola
- Stegodyphus Simon, 1873 — Africa, Europa fino al Tagikistan, India, Brasile, Madagascar